# Saint-Michel (Pirenei Atlantici)
Saint-Michel è un comune francese di 257 abitanti situato nel dipartimento dei Pirenei Atlantici nella regione della Nuova Aquitania.

## Società

### Evoluzione demografica
Abitanti censiti